# Галактичні ядра з емісійними лініями низької іонізації

Галактика Сомбреро (M104) на фото телескопу Габбл. Вона є прикладом галактиками LINER. Власники фото: Габбл/НАСА/ЄКА.

Галактичні ядра з емісійними лініями низької іонізації (англ. low-ionization nuclear emission-line region, LINER) — тип галактичного ядра, спектр яких містить лінії випромінювання від слабко іонізованих або нейтральних атомів, таких як О, О+, N+ та S+, а лінії випромінювання від сильно іонізованих атомів, таких як O'++, Ne++ і He+, є відносно слабкими. Цей клас ядер галактик був вперше виокремлений Тімоті Хекманом (англ. T. M. Heckman) у третій серії статей, присвячених спектрам галактичних ядер, які були опубліковані 1980 року.

## Демографія галактик LINER
Галактики, які містять LINER, часто називають галактиками LINER. Вони досить поширені — приблизно третина всіх сусідніх галактик (на відстані приблизно 20-40 мегапарсек) можуть бути класифіковані як галактики LINER. Приблизно 75 % галактик LINER є еліптичними галактиками, лінзоподібними галактиками або галактиками типу S0/a-Sab  (спіральні галактики з великими балджами й щільно закрученими спіральними рукавами). LINER рідше зустрічаються у галактиках типу Sb-Scd (спіральних галактиках з невеликими балджами й злегка закрученими рукавами) і дуже рідкісні в найближчих іррегулярних галактиках. LINER також часто зустрічаються в яскравих інфрачервоних галактиках (LIRG), класі галактик, визначених за їх ІЧ-світність, які часто утворюються при зіткненні двох галактик. Приблизно чверть LIRGів можуть містити LINER.